# Mad Mad Mad Monsters
Pour plus de détails, voir Fiche technique et Distribution.
Mad Mad Mad Monsters est un téléfilm d'animation américain de Jules Bass et Arthur Rankin Jr., diffusé pour la première fois le 23 septembre 1972 sur ABC aux États-Unis. Ce téléfilm est un spécial Halloween et est un prequel de Mad Monster Party?.

## Synopsis
Le docteur Frankenstein rencontre les autres monstres tel que Dracula, Loup Garou et les autres monstres.

## Fiche technique
- Titre : Mad Mad Mad Monsters
- Réalisation : Jules Bass et Arthur Rankin Jr.
- Scénario : William J. Keenan et Lou Silverstone
- Musique : Maury Laws
- Pays d'origine : États-Unis
- Format : Couleurs
- Genre : animation, comédie horrifique
- Date de sortie : 1972

## Distribution (voix)
- Allen Swift : le Monstre / la Créature du lac noir / l'homme invisible/ le garçon invisible / Dracula / le fils de Dracula / Ron Chanley / Dr. Jekyll / Mr. Hyde / Rosebud
- Bradley Bolke : Norman
- Rhoda Mann : le copain du monstre / Nagatha
- Bob McFadden : Baron Henry von Frankenstein